# Strobl
Pour les articles homonymes, voir Strobl (homonymie).
Strobl est une commune autrichienne du district de Salzbourg-Umgebung dans l'État de Salzbourg.

## Géographie

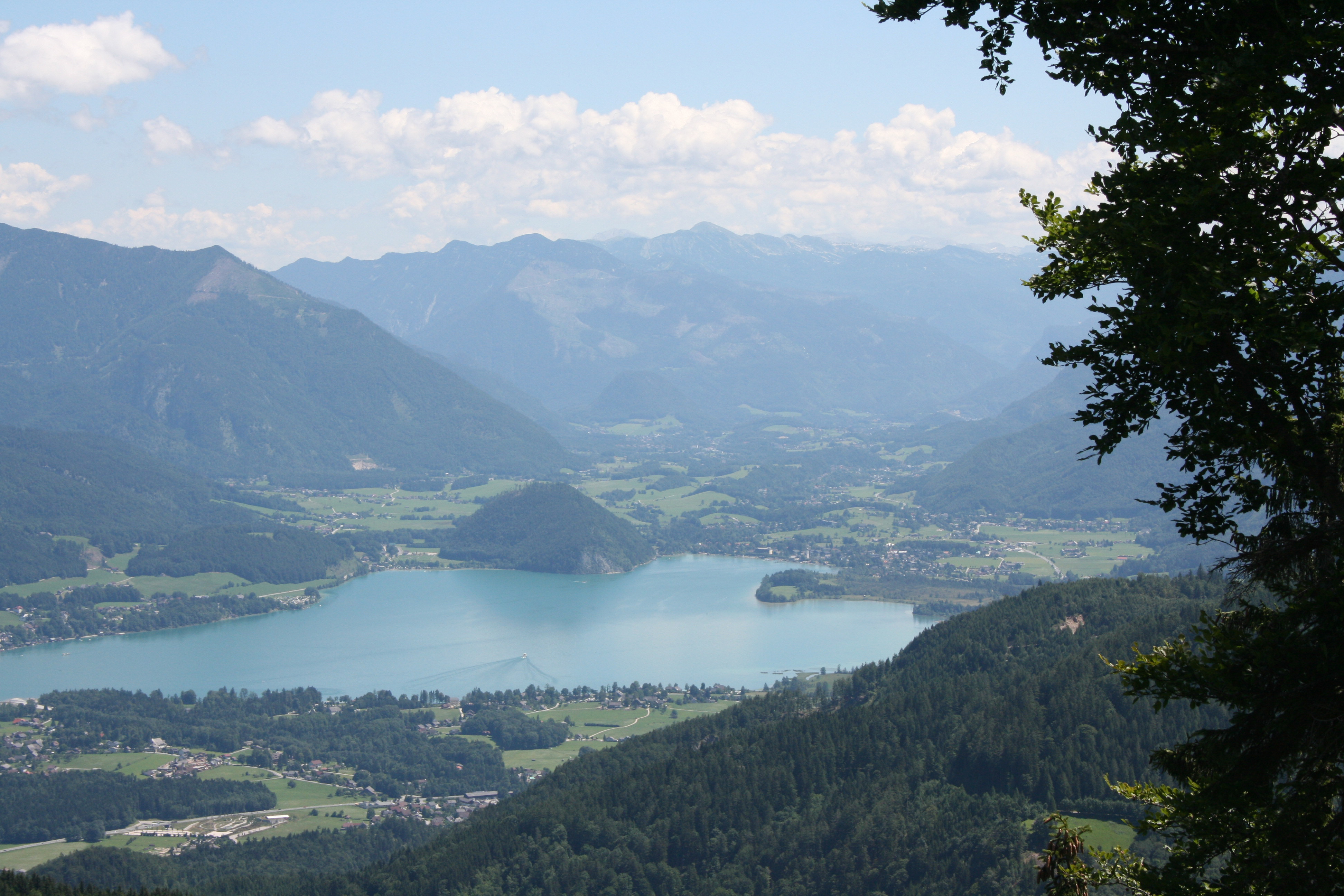
Vue sur Strobl et le Wolfgangsee.

La commune se trouve dans la région historique du Salzkammergut, à environ 34 kilomètres à l'est de Salzbourg et à 10 kilomètres à l'ouest de Bad Ischl. Elle est limitrophe, au nord et à l'est, du Land de Haute-Autriche. 
Située sur la rive est du lac Wolfgangsee, à 542 m d'altitude, la municipalité est nichée dans les montagnes du massif du Salzkammergut, vis-à-vis de Sankt Wolfgang.

## Histoire
En mars 1945 les nazis placèrent le Roi Léopold III de Belgique et sa famille en résidence à Strobl. C'est là que le 7 mai 1945 les troupes américaines les libérèrent.
Edouard Pernkopf, médecin anatomiste nazi y fuit à la fin de la guerre. Il y sera arrêté par la police militaire américaine.

## Personnalités liées à la commune
- Karl Gitzoller (1905-2002) résistant autrichien au nazisme.